# Amduat
| t | G1 | Y1 | Z11 · t | N15 |

Amduat, den dolda kammarens skrift, är en forntida egyptisk begravningstext från Nya riket (1550–1070 f.Kr.). Liksom många begravningstexter påträffades den i faraos grav.